# جرمان دولاك
جِرمان دولاك (بالفرنسية: Germaine Dulac)‏ (17 نوفمبر 1882 - 20 يوليو 1942) مخرجة سينمائية ومُنٓظّرة أفلام وصحفية وناقدة. ولدت في أميان لكن انتقلت في طفولتها المبكرة إلى باريس. بدأت بمهنة الصحافة في مجلة نسوية بعد سنوات من زواجها، لاحقاً أصبحت مهتمة بالأفلام، وأنشأت شركة أفلام بمساعدة زوجها وصديقتها، بالإضافة إلى إخراج أعمال إعلانية قبل انتقالها إلى الساحة التأثيرية والسريالية. تعرضت مسيرتها الفنية للمعاناة بعد دخول الصوت للأفلام آنذاك، وقضت آخر عقد من حياتها بالعمل على نشرات الأخبار في الشركتين الفرنسيتين باثى و Gaumont لإنتاج الأفلام.
من أهم أعمالها التي اشتهرت بها الفيلم التأثيري السيدة المبتسمة بودو (La souriante Madame Beudet) وأيضاً تجربتها في السريالية الصدفة والكاهن (La Coquitte et le Clergyman).

## سيرة ذاتية
ولدت جرمان دولاك في أميان في فرنسا لعائلة من طبقة وسطى راقية وأب برتبة عسكرية، أرسلت جيرمان للعيش مع جدتها في باريس، بحكم طبيعة عمل والدها التي تقتضي على التنقل المستمر بين القرى الصغيرة. لاحقاً، أصبحت مهتمة بالفنون ودرست الموسيقا والرسم والمسرح. انتقلت دولاك بعد موت والداها إلى باريس وجمعت اهتماماتها النامية بالاشتراكية والنسوية في مهنة الصحافة.
في 1905 تزوجت لويس البير دولاك، مهنس زراعي من عائلة راقية كجرمان. بعد أربع سنوات، بدأت الكتابة في المجلة النسوية La Française بتحرير جين ميسم، حيث أصبحت ناقدة درامية. دولاك أيضاً وجدت الوقت لتعمل مع المحررين في La Fonde، وهي بدورها مجلة أو مذكرة نسوية متأصلة على مر التاريخ. بدأت أيضاً العمل على متابعة اهتمامها بالتصوير الفوتوغرافي للحياة الصامتة، الذي سبق دخولها إلى عالم صناعة الأفلام. دولاك وزوجها تطلقا في سنة 1920.
بعد مسيرتها الطويلة والملهمة في صناعة الأفلام، أصبحت رئيسة للنادي السينمائي (اتحاد نادي السينما Fédération des Ciné-Club)، وهي مجموعة تروج وتقدم أعمال صانعي الأفلام الصاعدين، مثل جوريس ايڤنز وجان ڤيغو. كما درّست مقررات تعليمية في المدرسة الفنية (المدرسة التقنية للتصوير الفوتوغرافي وصناعة الأفلام École Technique de Photographie et de Cinematographie) على شارع ڤوجيرارد.
بعد موتها في 1942 دعا شارلز فورد للانتباه للصعوبة التي واجهتها الصحافة الفرنسية في طباعة نعيها في الجرائد. بقوله: «منزعجين بأفكارها غير التقليدية، ومتضايقين من أصولها الملوثة، رفضت الرقابة المقال الذي لم يظهر إلا بعد ثلاثة أسابيع وذلك بفضل احتجاجات قوية قام بها رئيس التحرير. حتى وهي ميتة، جرمان دولاك بدت خطرة...».

## مسيرة مهنية
قبل دخولها إلى ساحة صناعة الأفلام، كتبت دولاك مقالات للمجلة النسوية La Fonde من عام 1900 إلى 1913. حيث قابلت عددًا وفيرًا من النساء المتمكنات في فرنسا بغرض تمكين دور المرأة الفرنسية في كل من المجتمع الفرنسي والسياسة.
دولاك اهتمت بالأفلام تحديداً في عام 1914 بمساعدة صديقتها الممثلة ستازيا نابيركوسكا. الصديقتان سافرتا معًا إلى إيطاليا معاً قبيل الحرب العالمية الأولى بفترة وجيزة؛ نابيركوسكا كانت ستمثل في فيلم فني، في تلك الأثناء تعلمت دولاك الأساسيات لوسيط صناعة الأفلام خلال تلك الرحلة.
في بدايات القرن العشرين حتى أواخر العقد الثاني منه، دولاك كثيراً ما بدأت دولاك توازن بين حداثة العاصمة الفرنسية وطبيعة ريف فرنسا البسيطة، هذا الازدواجية مشتركة ومميز في أفلامها.
بعد عودتها إلى فرنسا قررت الشروع في إنشاء شركة للأفلام، بعد ذلك أسست دولاك والكاتبة هيلي-ارلانج شركة D.H Films، وبدعم مادي مقدم من زوج دولاك. أنتجت الشركة عدة أفلام مابين 1915 و1920، كلها كانت من إخراج دولاك وكتابة هيلي-ارلانج. بدأً من فيلمهما الأول (الأخوات المتعاديات Les Sœurs Ennemies 16/1915) و (في أعاصير الحياة Vénus Victrix, ou Dans L’ouragan de la vie 1917) و (جورج الغامض، الثراء الحقيقي Géo le Mystérieux, ou La Vraie Richess 1916) وأفلام أخرى.
أول نجاح مهم لدولاك كان (أرواح المجانين Âmes de fous 1918) دراما مأساوية متسلسلة كتبتها بنفسها، كان في الفيلم ظهور مبكر للمثلة إيف فرانسيس، وهي بدورها قدمت دولاك على صديقها (لاحقاً زوجها) لويس ديلوك، وهو صانع أفلام وناقد.
بعدها بفترة قصيرة تعاونا دولاك وديلوك معاً في (العيد الإسباني La Fête Espagnole 1920) وهو فيلم آخر من بطولة إيف فرانسيس، وأعلن بأنه أكثر الأفلام إلهاماً في ذلك العقد، ويزعم بأنه أهم عمل للسينما التأثيرية الفرنسية، لكن تبقت مقتطفات قليلة من الفلم حتى وقتنا الحالي. تعاون دولاك وديلوك في عدة أفلام أخرى.
في عام 1912 أشارت دولاك في لقائها مع د.و غريفيث في مقاله لها بعنوان 'Chez D.W Griffith' ، حيث قدمت موضوعين برزا بكثرة في العديد من أفلامها:
- استقلالية السينما كشكل من أشكال الفنون مستقل من تدخل وتأثير الرسم والأدب.
- أهمية صانع الآفلام كقوة فردية في الإبداع والفنون.
أكملت مسيرتها في صناعة الأفلام بإنتاج كل من الأفلام الإعلانية البسيطة إلى الأعمال السريالية ذوات السرد المعقد، كما في أشهر عملين لها: (السيدة بودو المبتسمة La souriante Madame Beudet 23/1922) و (الصدفة والكاهن La Coquitte et le Clergyman 1928).
كلا الفيلمان كانا قبل صانع العهد الجديد (الكلب الأندلسي Le chien andalou 1929) للويس بونويل وسلفادور دالي ليكون الصدفة والكاهن أول فيلم سريالي؛
غير أن بعض الكتاب والمؤرخين كإفريم كاتز، اعتبر دولاك صانعة أفلام تأثيرية أولاً وقبل كل شيء.
كان هدف دولاك بسينما نقية وبعض من أعمالها ملهمًا للحركة الفرنسية Cinema Pur.
تضمنت أفلامها التجريبية الأخرى أفلام قصيرة مبنية على الموسيقا كما في (Disque(s) 29/1928؛ مبنية على موسيقا شوبان) و (مواضيع واختلافات Thèmes et Variation 29/1928؛ موسيقا كلاسيكية)، وأعمال أخرى من نفس الحقبة.
تحولت مسيرة دولاك المهنية مع دخول الصوت للأفلام. وحوالي 1930 عادت للأعمال الدعائية وإنتاج نشرات الاخبار لPathé ولاحقاً ل Gaumont. توفيت في باريس في العشرين من تموز في العام 1942.

## أفلامها
لم يُؤٓكد بعد التسلسل الزمني الدقيق لأعمالها الكاملة.
| السنة | اسم الفيلم                                                                | يُعرف أيضًا باسم                 | الدور               |
| ----- | ------------------------------------------------------------------------- | ------------------------------ | ------------------- |
| 1915  | الآخوات المتعادياتLes Sœurs ennemies                                      | —                              | إخراج               |
| 1917  | Géo, le mystérieux                                                        | Mysterious George, True Wealth | إخراج               |
| 1917  | فينوس منتصراً (Venus victrix)                                              | Dans l'ouragan de la vie       | إخراج               |
| 1918  | أرواح المجانين (Âmes de fous)                                             | —                              | إخراج               |
| 1918  | الشابة الأكثر جدارة في فرنسا (La Jeune Fille la plus méritante de France) | —                              | إخراج               |
| 1919  | سعادة الآخرين (Le Bonheur des autres)                                     | —                              | إخراج               |
| 1919  | السيجارة (La Cigarette)                                                   | The Cigarette                  | إخراج               |
| 1920  | العيد الإسباني (La Fête espagnole)                                        | Spanish Fiesta                 | إخراج               |
| 1920  | التعاسة (Malencontre)                                                     | —                              | إخراج               |
| 1921  | السيدة الجميلة بدون رحمة (La Belle Dame sans merci)                       | —                              | إخراج               |
| 1922  | موت الشمس (La Mort du soleil)                                             | The Death of the Sun           | إخراج               |
| 1922  | فيرتر Werther                                                             | —                              | إخراج               |
| 1923  | Gossette                                                                  | —                              | إخراج               |
| 1923  | السيدة المبتسمة بودو (La Souriante Madame Beudet)                         | The Smiling Madame Beudet      | إخراج وكتابة        |
| 1924  | قلب الممثلة (Âme d'artiste)                                               | Heart of an Actress            | إخراج وكتابة        |
| 1924  | الشيطان في المدينة (Le Diable dans la ville)                              | The Devil in the City          | إخراج               |
| 1925  | المنبه (Le Réveil)                                                        | -                              | إخراج               |
| 1926  | جنون الشجعان (La Folie des vaillants)                                     | The Madness of the Valiants    | إخراج               |
| 1927  | - انتوانيت سابري (Antoinette Sabrier)                                     | —                              | إخراج وكتابة        |
| 1927  | السينما في خدمة التاريخ (Le Cinéma au service de l'histoire)              | —                              | إخراج               |
| 1927  | - الرقصات الإسبانية                                                       | Invitation to a Journey        | إخراج وكتابة        |
| 1928  | الصدفة والكاهن (La Coquille et le Clergyman)                              | The Seashell and the Clergyman | إخراج وكتابة وإنتاج |
| 1928  | الرقصات الإسبانية (Danses espagnoles)                                     | —                              | إخراج               |
| 1928  | الإسطوانة 957 (Disque 957)                                                | Disque 927                     | إخراج               |
| 1928  | إنبات الفاصوليا (La Germination d'un haricot)                             | —                              | إخراج               |
| 1928  | بلدي باريس (Mon Paris)                                                    | —                              | إشراف               |
| 1928  | الأميرة ماندانا (Princesse Mandane)                                       | —                              | إخراج               |
| 1928  | مواضيع واختلافات (Thèmes et variations)                                   | —                              | إخراج               |
| 1929  | Étude cinégraphique sur une arabesque                                     | Arabesque                      | إخراج               |
| 1930  | سابقا، اليوم (Autrefois, aujourd'hui9)                                    | —                              | إخراج               |
| 1930  | أولئك الذين يفعلون (Celles qui s'en font)                                 | —                              | إخراج               |
| 1930  | (Ceux qui ne s'en font pas)                                               | —                              | إخراج               |
| 1930  | يوم العيد (Jour de fête)                                                  | —                              | إخراج               |
| 1930  | حلم صغير على الضاحية (Un peu de rêve sur le faubourg)                     | —                              | إخراج               |
| 1932  | البيكادور (Le Picador)                                                    | —                              | إشراف               |
| 1934  | ليس لدي أي شيء (Je n'ai plus rien)                                        | —                              | إخراج               |
| 1935  | العودة إلى الحياة (Le Retour à la vie)                                    | —                              | مساعد مخرج          |

## روابط خارجية
- جرمان دولاك على موقع IMDb (الإنجليزية)
- جرمان دولاك على موقع روتن توميتوز (الإنجليزية)
- جرمان دولاك على موقع ألو سيني (الفرنسية)
- جرمان دولاك على موقع أول موفي (الإنجليزية)
- جرمان دولاك على موقع قاعدة بيانات الأفلام السويدية (السويدية)
- جرمان دولاك على موقع قاعدة بيانات الفيلم (الإنجليزية)
- جرمان دولاك على موقع كينوبويسك (الروسية)